# Zolna (keresztnév)
A Zolna 19. századi névalkotás, valószínűleg a Zsolna és Zolna helynevek mintájára.

## Gyakorisága
Az 1990-es években szórványos név, a 2000-es években nem szerepel a 100 leggyakoribb női név között.

## Névnapok
- június 23.[2]
- október 17.[2]